# 贝格霍夫

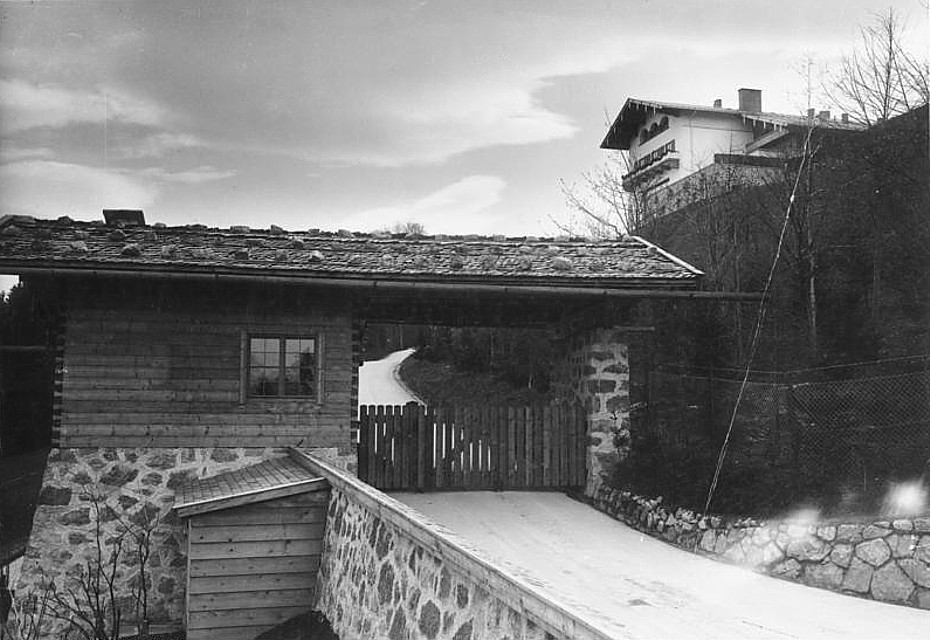
贝格霍夫主入口

贝格霍夫（德語：Berghof，發音：[ˈbɛʁkhoːf]）是阿道夫·希特勒的一处行館，元首总部之一。贝格霍夫位于德国巴伐利亚州贝希特斯加登附近的巴伐利亚阿尔卑斯山脉上萨尔茨堡山中。除了于东普鲁士的狼穴，第二次世界大战期间希特勒在贝格霍夫度过的时间超过了其他任何地方。
1935年，贝格霍夫经过重建、扩大、重命名，成为了希特勒度假居所且长达十年时间。1945年4月底，贝格霍夫的房屋被英国空军炸毁，5月初又被撤退的纳粹党卫军放火焚烧，盟军到达后又被搶掠。1952年巴伐利亚州政府拆除了残留的建筑。